# Magiczna podróż do Afryki
Magiczna podróż do Afryki (ang. Magic Journey To Africa, 2010) – hiszpański film przygodowy. W Polsce premiera filmu odbyła się 12 sierpnia 2011 roku, natomiast wydanie na DVD ukazało się 5 grudnia 2011 roku. Dystrybutorem filmu jest Kino Świat.

## Wersja polska
Wersja polska: Studio PRL na zlecenie Kino Świat

Reżyseria: Jarosław Boberek

Tłumaczenie i dialogi: Dariusz Paprocki

Nagranie dialogów i montaż: Alex Cherczyński

W wersji polskiej udział wzięli:
- Aleksandra Traczyńska – Jena
- Franciszek Boberek – Mel
- Jakub Szydłowski – Boy
- Tomasz Marzecki – Ogień
- Martyna Sommer – Gal.la
- Izabella Bukowska – Mama
- Dorota Rubin – Wróżka
- Jan Kulczycki – Starzec
- Wojciech Paszkowski – Ryś
- Ilona Kucińska-Boberek – Kwiatek
- Elżbieta Kijowska-Rozen – Rdzenna mieszkanka Afryki
- Jarosław Boberek – Okradziony człowiek/Myśliwy
- Michał Sitarski – Lew

i inni